# Aeroportul Azul
Aeroportul Azul (IATA: ZUL, ICAO: SAZA) este un aeroport din Buenos Aires, Argentina ce deservește zona Azul⁠(d). A fost numit după zona deservită.
Situat la o altitudine de 132 m, aeroportul dispune de o singură pistă.